# フリードリヒ・ハイエク
フリードリヒ・アウグスト・フォン・ハイエク（独: Friedrich August von Hayek [ˈha͜iɛk]、1899年5月8日 - 1992年3月23日）は、オーストリア・ウィーン生まれの経済学者、哲学者。オーストリア学派の代表的学者の一人であり、経済学、政治哲学、法哲学、さらに心理学にまで渡る多岐な業績を残した。20世紀を代表する自由主義の思想家。ノーベル経済学賞の受賞者。ルートヴィヒ・ウィトゲンシュタインは母方の再従叔父にあたる。

## 生涯

### 生い立ち
1899年、オーストリア＝ハンガリー帝国ウィーンの学者の家庭に生まれる。フォン・ハイエク家はボヘミア貴族の家系である。父アウグスト・フォン・ハイエクは植物学者、医師。祖父グスタフ・フォン・ハイエクは博物学者。外祖父フランツ・フォン・ジュラチェックは統計学者。ハイエク自身はユダヤ人ではないが、ルートヴィヒ・ウィトゲンシュタインは母方の従兄にあたる。
1917年、オーストリア＝ハンガリー陸軍に入営し、第1次世界大戦のイタリア戦線において飛行観測手として兵役に従事し、左耳を負傷する。
1918年、ウィーン大学入学。1921年、法学博士号取得。1923年、政治学博士号取得。同年、渡米し、ニューヨーク大学で研究助手として働く。
1924年、ウィーンに戻り、ハーバラー、マハループ、モルゲンシュテルンらと共に私的なセミナーを開く。ミーゼスに見守られ研究サークルを作る。
1926年、ヘレン・ベルタ・マリア・フォン・フリッチュ（Helen Berta Maria von Fritsch）と結婚。
1927年、オーストリア景気循環研究所所長。1929年、ウィーン大学講師。
1931年、ライオネル・ロビンズの要請によりロンドン・スクール・オブ・エコノミクス（LSE）での講演に呼ばれ、これ以降、LSE教授を務める（以後18年間）。教授に就任する。1933年、「貨幣理論と景気循環」を発表。1938年、イギリス市民権を取得。1941年、「資本の純粋理論」を発表。1944年、「隷属への道」を発表した。社会主義、共産主義、ファシズム、ナチズムが同根の集産主義であると批判し、当時のベストセラーとなる

### 戦後
1947年、リバタリアニズムに立脚する学者が集結した組織「モンペルラン・ソサイエティー」を組織し、その初代会長を務めた。
1948年、「個人主義と経済秩序」を発表。
1950年 シカゴ大学社会科学・道徳科学教授。前妻と離婚し、ヘレン・ビッターリッヒ（Helene Bitterlich）と再婚する。
1952年、「感覚秩序」、「科学の反革命」を発表。
1955年、ロンドンの経済問題研究所（IEA、Institute of Economic Affairs) の設立に関与。後のサッチャー革命の理論的拠点となる。
1960年、「自由の条件」("The Constitution of liberty") を発表。
1962年、西ドイツのブライズガウにあるフライブルク大学の経済政策教授となる。
1968年、フライブルク大学を退官。その後、9年間オーストリアのザルツブルク大学で教える。
1973年、「法と立法と自由 Ⅰ」("Law, Legislation, and Liberty") を発表。
1974年、ノーベル経済学賞受賞。田中清玄と親交を結び、ノーベル賞授賞式には唯一の日本人としてメーンテーブルに招待した。
1976年、「法と立法と自由Ⅱ」を発表。
1977年、ザルツブルク大学名誉教授。
1979年、「法と立法と自由 Ⅲ」を発表。
1988年、「致命的な思い上がり」を発表。
1991年、ブッシュ大統領により、アメリカの民間人へ与えられる最高の栄誉賞である大統領自由勲章を受章。
1992年、ドイツ・フライブルクにて逝去する。訃報に際して、ブッシュ大統領は直ちに追悼声明を発表し、「現代の最も偉大な思想家の一人」と称している。

## 業績

### 景気循環理論
ハイエクの初期の業績は景気循環に対する貨幣の影響を分析する貨幣的景気循環理論への貢献としてよく知られている。これはミーゼスなどのオーストリア学派の伝統を受け継ぐだけでなく、クヌート・ヴィクセルの累積過程のアイディアにも刺激を受けたものであった。生産財と消費財の価格比率の中から現れる財市場の均衡をもたらす水準としての自然利子率と、実際の利子率との関係により産出量と雇用量が決定されるというのがその理論の骨子である。具体的には利子率が自然利子率に比して低い場合に過剰な投資が生じバブルを発生させるが、やがて産出水準が投資と消費財への需要の双方に見合わなくなり生産財が不足してバブルが崩壊するというものである。1931年のPrices and Productionはこの方面での彼の代表作である。なお1930年にはジョン・メイナード・ケインズが同じ分野でTreatise of Money（『貨幣論』という邦訳で知られる）を刊行しており、この後両者は景気循環を巡る論争へと突入することになる。この論争はハイエクの当時所属していたLSEとケインズを擁するケンブリッジ大学とのより大規模な論争の一局面であった。

### 投資と資本
ハイエクは自身の貨幣的景気循環理論を深化させ、投資と資本蓄積のメカニズムについての分析も行った。Pure Theory of Capital（1941年）はPrice and Productionの延長線上に資本蓄積の理論を構想したものである。彼の資本理論は後にアバ・ラーナーやトリグヴェ・ホーヴェルモによって検討され、ジョン・ヒックスの晩年の業績にも影響を与えた。なおラーナーとヒックスはLSEにおいてハイエクに師事したものの、後にケインズの『一般理論』を巡ってハイエクと袂を分かつという経緯の持ち主である。

### 経済計算論争と市場メカニズムの特性
ハイエクは1920年代から40年代にかけて盛んになった経済計画論争、或いは経済計算論争と呼ばれる論争に積極的に関わった。この論争は社会主義経済の実行可能性を巡るものであり、生産手段の私有（私有財産）を認めない社会主義経済の下では生産財に価格をつけることが出来ず、価格の存在しないところでは効率的な資源配分は達成されえないとするミーゼスの主張に端を発している。これに対してオスカー・ランゲやラーナーは、潜在的な交換の可能性があればシャドウ・プライスという形で擬似的、便宜的に価格をつけることが可能であると主張した。その上でランゲはワルラス流の一般均衡理論の枠組みに則って多財の需給の連立方程式の解を求めることで、効率的な価格付けと資源配分を達成することが出来ると考えた。一方ハイエクの立場はたとえそのような計算が技術的に可能であるとしても、この計算を実施する中央計画当局は計算に必要な需給に関する膨大な情報を収集せねばならず、そのような情報の収集は不可能であるというものであった。これはその情報量の膨大さもさることながら、計算に必要な情報は主として経済主体にとって自身しか知らない私的情報であり、現代流の言い方をすれば個々の経済主体が情報を正しく伝達するインセンティヴを持つとは限らないからである。ハイエクは必要な情報の収集に成功し効率的な価格付けと資源配分を行えるのは分権的なメカニズムとしての市場メカニズムだけであるという展望を示したのである。この経済計算論争や論争におけるハイエクの情報に着目するアプローチは後にレオニード・ハーヴィッツを刺激し、メカニズムデザインと呼ばれる分野の1つの源流となった。ハーヴィッツは1960年の論文で任意の経済主体がその主体の情報のみを用いて意思決定を下すことが可能であり（情報分権性）、最小限度の情報の交換だけで済み、かつ資源配分の効率性を満たす性質を情報効率性と定義した。そして1972年の論文で競争的市場メカニズムが情報効率性を満たすことを示した（情報効率性に関する厚生経済学の第一基本定理）。さらにジェイムズ・ジョーダンが1982年に情報効率性を満たす資源配分のメカニズムは競争的市場だけであることを証明した。（情報効率性に関する厚生経済学の第二基本定理）ハーヴィッツらのこの結果はある意味ではハイエクの主張を定式化し立証したものであると言える。

### 貨幣の脱国営化論
ハイエクは1976年の著作『貨幣の脱国営化論』（英語版）において、貨幣の脱国営化（Denationalization of Money）を提唱した。通貨の自由市場が許可されるべきであり、市場における通貨間の自由競争によって、最も健全で安定した通貨が発展するとするアイデアを提唱した。
ハイエクは中央銀行は不必要と主張している。ハイエクやラルフ・ホートレイ (Ralph Hawtrey) （英語版）は「中央銀行の不安定な信用の拡大（縮小）は、在庫投資・産業構造といった実体経済に不均衡・不調整をもたらす」と指摘している。

## 思想

### 古典的自由主義
ハイエクは現在はリバタリアニズムの思想家の一人とみなされているが、本人は古典的自由主義者 (classical liberal) を自称し、エドマンド・バークに倣いオールドホイッグと呼ばれることを好んでいた。
またハイエクの「自由」に対する考えは、単に経済学にとどまらないものがあった。ハイエクは集産主義と計画主義には市場のどの参加者よりも一部のエリートの方が賢明であるという前提があると考えた。だが実際においては市場の参加者の情報や知識をすべて知ることは不可能であり、参加者達が自らの利益や選考に基づいて判断を下す市場こそがもっとも効率のよい経済運営の担い手であると説いた。
「法と立法と自由」では、「銃火器については、一定の知性と道徳を備えた人物だけがその取引を行えるようにすることが望ましい」と論じた。また軍隊の徴兵制も支持していた。
同性愛に関しては、「成人の私的行為であれば、それが多数派の忌み嫌うようなものであっても、国家による強制の対象としては適当ではない。国家の目的は強制を最小化することである」と述べている。「自生的な秩序においては、個人の私的領域を守る必要がある場合にのみ強制は正当化されるのであって、強制的に個人の領域を侵害することがあってはならない」
さらにハイエクは特にフランスに見られるような、「理性」に至上の地位を与えるような合理主義には常に反対していた。人間は現存の秩序をすべて破壊し、そこにまったく新しい秩序を建設できるほど賢明ではないとし、既存の秩序、つまり「自然発生的秩序」の重要性を説いた。彼の自由主義は、あくまでイギリス・アメリカ的経験論に基づくものである。コモン・ローなどがその代表例としてあげられる。彼は理性の傲慢さのもたらす危険性を常に問題視していた。
ハイエクの自由主義とは反合理主義であり、人間の理性には限界があり、慣行・慣習・マナーといったルールに従うべきであり、ルールに従わなければ、人間は不完全な理性しか持たないので、制度を設計したりすることはできないとする。つまり、理性を使い、国家や社会という複雑なものを合理的に設計できるというマルクス主義や全体主義は誤謬であるとし、彼らは自分たちの理論に従い世の中を設計し、その理論から外れたものについては弾圧する。ハイエクにとっての全体主義は合理主義で、反合理主義こそが自由主義であるとされる。
この考え方は、同じく反全体主義的なハンナ・アーレントやポパーと同じく理性主義的であり個人の自由を擁護し、計画性を批判する部分があり一つの整合性と体系を持っている。

### 「理性主義」批判
デカルト以来の「理性主義」を「設計主義的合理主義 (constructivist rationalism)」と呼び、自由主義的な「進化論的合理主義 (evolutionary rationalism)」と峻別、自由主義を体系的に論じ「理性主義」を批判した。
そもそも、人間の理性は、文明社会そのものを創造する能力はもっていない。人間の行為は、一つは先天的で本能の欲求によるものであり、もう一つは人間社会が歴史的に経験を通して試行錯誤と取捨選択を積み重ねることにより発展してきた法（ルール）、伝統、規範に従ってのものである。文明社会は人間の営みの結果ではあるが、その本質的な構造は特定の意志により設計されたものではなく、社会の試行錯誤を経て意図せず生じたものであり、そのはたらきの機序を人は充分に認識しえない。よってそこに人間の理性（知力）が入る余地はわずかである。その本質において能力の乏しい理性に基づき「社会の設計（設計主義）」や「革命的な進歩」を目指した場合、認識しえない構造を基礎としている文明そのものを破壊する。人間社会に期待されるのは、所与の方向付けがされていない漸進的な自律変化である。道徳規則の形成も、人間の社会における実践的な営みの経験の中で成長したものであり、人間の理性による意識的な発明ではない（この考えはヒュームの『人間本性論』に通じる）。同様に、社会秩序も「自生的秩序 (a spontaneous order)」であり、自由社会と不可分の関係にある、「法の支配 (rule of law)」と市場経済の二大原則の確立もこれにほかならない。
こうした考えから、計画経済と集産主義 (collectivism)、それに基づくとハイエクが見なした社会主義、共産主義、ファシズムに対して反対し、同時にファシズムも左翼に分類した。また「合理主義」や「理性主義」に否定的であったのと同様、ケインジアン批判だけでなく新古典派経済学やシカゴ学派の多くが前提とする合理的な個人像に対しても疑問を投じている。基数的な効用に対しても否定的である。したがってハイエクの場合は強硬な古典的自由主義者であっても、オーストリアのキリスト教のカルヴァン主義と同じ流れを持つものの袂を分かった一部のプロテスタントの価値観から、合理主義者や理性主義者よりは自我や邪性については積極的に賞揚しない人物であった。

### 「新自由主義」であるという評価と論争
日本ではハイエクは「新自由主義者の始祖」「弱者切り捨ての福祉削減を唱えた」とする評論されることが多いが、ハイエクはそもそも政府裁量の拡大や計画経済を批判したのであり、社会福祉や国家による貧民の救済を否定していない。『自由の条件』(The Constitution of Liberty)でも、人間は不完全で過ちを犯す存在だからこそ、必要最小限の社会福祉や救済措置が、市場の効率性や個人の自由を損なわない範囲で行われるべきだと考えていた。
またハイエクは一貫して古典自由主義（オールドリベラル）に属すると自分でも考えており、ハイエクが存命中もそのような評価だった。またハイエクは「市場による合理化」は主張したが、市場こそがあらゆる局面で正常に作用するというような市場原理主義を唱えたことも無い。よってハイエクを「新自由主義者」「市場原理主義者」だとするのは誤解であるという評論もある。
マーガレットサッチャーやロナルドレーガンがアングロサクソン的な自力救済への回帰を唱えたのはむしろハイエクよりマイルズの自助論の影響である。

### 共産主義・マルクス主義批判
ハイエクは「自由と経済体制」(1938/39)において、権威主義的体制が活動範囲を経済だけに限定することができると信じることは、致命的な幻想であるとし、権威主義的体制による統制は、経済以外の領域にも拡大し、ついには全体主義政府になるとする。経済の独裁者は、たとえ自分の意思に反しても、人々の政治的および文化的生活のすべてのわたって独裁権を行使することになるし、計画担当者は、自由な社会には存在しない曖昧で一般的な、単一の「目的」を作り出す。計画担当者の判断は、必然的にさまざまな集団や人の相対的な功罪に関する判断となり、計画は、誰かを利して誰かを犠牲にする。権威主義的政府が経済に対する政治の優位を主張するとき、このことが認められている。ハイエクは、次のように述べる。
『隷従への道』の中で、共産主義、社会主義が本質的にファシズムやナチズムと同根であり、更に悪いものであり、むしろスーパーファシズム・全体主義であるということを、レーニンの友人であるマックス・イーストマン (Max Eastman) （英語版）や英国の文筆家であるF.A.フォークト (Frederick Augustus Voigt) （英語版）等の著作にもとづいて論証し、共産主義、社会主義への宥和政策に警告を発した。
ハイエクの著書は旧共産圏においてこそ熱心に読まれ、その改革の指導者達に大きな影響を与えた。ミルトン・フリードマンは「鉄のカーテンの向こうの共産圏でもっとも影響を与えたのは間違いなくハイエクであった。そこでハイエクの著書は翻訳されアンダーグラウンドにブラックマーケットで行き渡り広く読まれた。ハイエクの思想がソビエト連邦の内部の世論を変え、それを崩壊に導いたのだ」と述べる。

### 英米政府との関係
- 1975年にマーガレット・サッチャーがイギリス保守党の党首に選ばれたが、その後のある会合でサッチャーは、ハイエクの「自由の条件」を自分の鞄から取り出すと、中道路線を唱える論者を遮り、その本を周りにかざしながら断固とした口調でこういった。「これが、我々の信じるものである」。なおハイエクは、イギリスの保守党が信奉する「伝統」を既得権の別名だとしており、部族社会の道徳を批判している[22]。
- ハイエクはフォークランド戦争でサッチャーのイギリスを支持してアルゼンチンから批判を浴び、イランアメリカ大使館人質事件に対してアメリカは弱腰姿勢であるとしてイランへの爆撃も主張した[23]。アメリカのロナルド・レーガン大統領は自らの思想に最も影響を与えた一人としてホワイトハウスでハイエクを歓迎した[24]。

- 「自由主義」と「保守主義」が混同されるのは、両者が反共産主義だからであるが、共通点はただそれだけであるとしている[25]。保守主義は現状維持の立場であり、進歩的思想に対する「代案」を持たず、たかだか「進歩」を遅らせることが望みであるとしている[25]。貿易についても保護主義を主張し、「強い政府」を求めるとしている[25]。

### ケインズとの関係
ハイエクとケインズとのやり取りは有名である。ただし経済政策の違いによる論争以前に、「理性主義」批判の項で触れたようにハイエクは理性主義者ほどではないにしても古典的自由主義者としての我の強い価値観を持っていたことから、財政出動という政治観からもうかがえるように消極的自由を軽視し国家統制を主張するケインズとはそもそもそりが合わなかった。このためハイエクの不機嫌な意見はケインズによって寛容に受け止められ自説に反映させられてしまうといった構図が長く続いたようである。
ケインズの没後、ハイエクはケインズの妻であるリディア夫人に「私が知っている中で唯一、真の偉大な人物であり、限りない尊敬の対象だった。彼のいない世界中は、はるかに色褪せたものになってしまうだろう」と手紙を送っている。その後「うぬぼれた考えと思われるだろうが、私は自分を論争している二大経済学者のうちの一人だと知られていたと思う。しかし、彼は亡くなって聖人となり、私は『隷従への道』を出版し評価を落とした。この本によって状況は変わってしまった」と述べている。
晩年のハイエクは「私が一番後悔しているのは、ケインズの貨幣論への批判を再開できなかったことではなく、ミルトンの危険な方法論（理論による予測）を攻撃する機会が得られなかったことである」と述べていた。

## ノーベル経済学賞受賞
ノーベル賞選考委員会は当初グンナー・ミュルダール単独に経済学賞を贈るつもりであったが、経済に対する政府の幅広い干渉を容認するミュルダールの立場とバランスをとるべきとの声に押されて、ハイエクとの共同受賞が決まったとされている。
ミルトン・フリードマンは、1974年のハイエクのノーベル経済学賞受賞が「ハイエクの命を救った」と述べている（受賞前のハイエクは経済的に困窮していたとされている）。
経済学者のマーク・ブローグは「ハイエクは戦後、経済学を棄てさり、心理学・政治哲学・法哲学・思想史を始めた。1974年、ノーベル経済学賞を受賞して以降、彼は経済学の主流に復帰した」と述べている。
経済学者の竹森俊平は「ノーベル賞が転換点となり、ハイエクの評価は死後も上がり続けた。『時流』が変わり、広い領域にまたがる壮大な思想がようやく理解され始めた」と述べている。
ハイエクがかつて経済顧問を務め、私的ゼミナールを開いたことがあるウィーン商工会議所には、ノーベル経済学賞を顕彰して設けた「ハイエク・ツィマー（部屋）」と書かれた一室がある。

## 著作
- Monetary Theory and the Trade Cycle (1929) 
  - 日本語訳『貨幣と景気変動』（高陽書院, 1934年）
  - 日本語訳『景気と貨幣――貨幣理論と景気理論』（森山書店, 1941年）
  - 日本版全集1巻「貨幣理論と景気循環」
- Prices and Production (1931) , with a preface ("Hayek's Legacy") to the 2008 edition by Danny Quah
  - 日本語訳『価格と生産』（高陽書院, 1939年）
  - 日本版全集1巻
- Economy and Knowledge (1936)
- Monetary Nationalism and International Stability (1937)
- Profits, Interest & Investment (1939) 
  - 日本版全集2巻「利潤、利子および投資」
- The Pure Theory of Capital (1941) ISBN 978-0-226-32099-1 Available online.
- The Road to Serfdom (1944) ISBN 978-0-226-32055-7 Available online.
  - 日本語訳『隷従への道――全体主義と自由』（東京創元社, 1954年、新装版1979年、1992年）
  - 日本版全集別巻
  - 日本語訳『隷従への道』（日経BPクラシックス, 2016年）
- Hayek, F. A. (September 1945). “The Use of Knowledge in Society”. The American Economic Review (American Economic Association via JSTOR) 35 (4):  519–530. JSTOR 1809376.
- Individualism and Economic Order (1948) ISBN 978-0-226-32093-9 Available online.
  - 日本版全集3巻「個人主義と経済秩序」
- The Transmission of the Ideals of Economic Freedom (1951) Full Article
- John Stuart Mill and Harriet Taylor: Their Friendship and Subsequent Marriage (1951) ISBN 978-0-678-06504-4
- The Counter-Revolution of Science: Studies on the Abuse of Reason (1952) ISBN 978-0-913966-67-9
  - 日本語訳『科学による反革命――理性の濫用』（木鐸社, 1979年、新装版2004年）
  - 日本版全集第Ⅱ期3巻「科学による対抗革命」
- The Sensory Order: An Inquiry into the Foundations of Theoretical Psychology (1952) ISBN 978-0-226-32094-6
  - 日本版全集4巻「感覚秩序」
- Capitalism and the Historians (1954) ISBN 978-0226320724
- The Political Ideal of the Rule of Law (1955)
- The Constitution of Liberty (1960) ISBN 978-0-226-32084-7
  - 日本版全集5巻「自由の条件（1）自由の価値」
  - 日本版全集6巻「自由の条件（2）自由と法」
  - 日本版全集7巻「自由の条件（3）福祉国家における自由」
  - The Constitution of Liberty: The Definitive Edition (2011). Ronald Hamowy編, v. 17, The Collected Works of F A. Hayek. preview.
- Studies in Philosophy, Politics and Economics (1967) ISBN 978-0-226-32085-4
- Freiburger Studien: Gesammelte Aufsatze (1969) ISBN 978-3-16-146312-9
- A Tiger by the Tail : The Keynesian Legacy of Inflation (1972, revised edition 1978). Issued in 1979 as "Cato Paper No. 6" by the Cato Institute)
- Law, Legislation and Liberty: A New Statement of the Liberal Principles of Justice and Political Economy:
  1. Volume I. Rules and Order (1973) ISBN 978-0-226-32086-1

  - 日本版全集8巻「法と立法と自由（1）ルールと秩序」

  1. Volume II. The Mirage of Social Justice (1976) ISBN 978-0-226-32083-0

  - 日本版全集9巻「法と立法と自由（2）社会正義の幻想」

  1. Volume III. The Political Order of a Free People (1979) ISBN 978-0-226-32090-8

  - 日本版全集10巻「法と立法と自由（3）自由人の政治的秩序」
- The Denationalisation of Money: An Analysis of the Theory and Practice of Concurrent Currencies (1976) 
  - 日本語訳『貨幣発行自由化論』（東洋経済新報社, 1988年）
  - 日本語訳『貨幣発行自由化論 改訂版――競争通貨の理論と実行に関する分析』（日経BPクラシックス, 2020年）
- New Studies in Philosophy, Politics, Economics and the History of Ideas (1978) ISBN 978-0-226-32069-4
- 1980s Unemployment and the Unions (1980) ISBN 978-0-255-36173-6
- The Fatal Conceit: The Errors of Socialism (1988) ISBN 978-0-226-32066-3
  - 日本版全集第Ⅱ期1巻「致命的な思いあがり」

全集
シカゴ大学出版局は、ブルース・コールドウェル編集のCollected Works of F.A. Hayekを刊行しており、ハイエクの論文、書簡、未発表草稿などを集成する。日本版全集は独自編集を含むので、配分は異なることがある。
- Volume 1: The Fatal Conceit: The Errors of Socialism (1988)
- Volume 2: The Road to Serfdom (2007)
- Volume 3: The Trend of Economic Thinking: Essays on Political Economists and Economic History (1991)
- Volume 4: The Fortunes of Liberalism: Essays on Austrian Economics and the Ideal of Freedom (1992), Peter G. Klein 編
- Volume 5: Good Money, Part 1: The New World (1999)
- Volume 6: Good Money, Part 2: The Standard (1999)
- Volume 7: Business Cycles, Part I (2012)
- Volume 8: Business Cycles, Part II (2012)
- Volume 9: Contra Keynes and Cambridge: Essays, Correspondence (1995)
- Volume 10: Socialism and War: Essays, Correspondence, and Documents (1996)
- Volume 11: Capital and Interest  (2015)
- Volume 12: The Pure Theory of Capital (2007)
- Volume 13: Studies on the Abuse and Decline of Reason (2010), Bruce Caldwell 編 (essays in opposition to positivism.) ISBN 978-0-226-32109-7. OCLC 406946021
- Volume 14: The Sensory Order  (2017)
- Volume 15: The Market and Other Orders (2013)
- Volume 16: Hayek on Mill: The Mill-Taylor Friendship and Related Writings (2015), Sandra J. Peart 編 ISBN 978-0-226-10639-7. OCLC 648146235
- Volume 17: The Constitution of Liberty (2011)
- Volume 18: Essays on Liberty
- Volume 19: Law, Legislation, and Liberty
- Supplement: Hayek on Hayek: An Autobiographical Dialogue  (1994)
  - 日本語訳『ハイエク、ハイエクを語る』（名古屋大学出版会, 2000年）。スティーヴン・クレスゲ／ライフ・ウェナー編

### 日本語訳著作
その他の日本語訳著作
- 『資本の純粋理論』（実業之日本社, 1934年）
- 『市場・知識・自由――自由主義の経済思想』（ミネルヴァ書房, 1986年）
- 西山千明編『新自由主義とは何か――あすを語る』（東京新聞出版局, 1977年）
- 今西錦司との共著『自然・人類・文明』日本放送出版協会［NHKブックス］, 1979年、新装版2014年

編著
- 『集産主義計画経済の理論――社会主義の可能性に関する批判的研究』（実業之日本社, 1950年）

全集
- 『ハイエク全集』（春秋社、全10巻、1986-90年・別巻は1992年、新装版2007-08年）
監修：西山千明・古賀勝次郎・気賀健三・矢島鈞次
  - 1巻「貨幣理論と景気循環、価格と生産」
  - 2巻「利潤、利子および投資」
  - 3巻「個人主義と経済秩序」
  - 4巻「感覚秩序」
  - 5巻「自由の条件（1）自由の価値」
  - 6巻「自由の条件（2）自由と法」
  - 7巻「自由の条件（3）福祉国家における自由」
  - 8巻「法と立法と自由（1）ルールと秩序」
  - 9巻「法と立法と自由（2）社会正義の幻想」
  - 10巻「法と立法と自由（3）自由人の政治的秩序」
  - 別巻「隷属への道」
- 『ハイエク全集 第Ⅱ期』（全10巻・別巻、2009-12年）
編集委員：池田幸弘・古賀勝次郎・嶋津格・八木紀一郎
  - 1巻「致命的な思いあがり」
  - 2巻「貨幣論集」
  - 3巻「科学による対抗革命」
  - 4巻「哲学論集」
  - 5巻「政治学論集」
  - 6巻「経済学論集」　　
  - 7巻「思想史論集」
  - 8巻「資本の純粋理論（1）」
  - 9巻「資本の純粋理論（2）」
  - 10巻「社会主義と戦争」
  - 別巻「ケインズとケンブリッジに対抗して」

## 評伝・研究
- ノーマン・バリー 『ハイエクの社会・経済哲学』（矢島鈞次訳、春秋社、1984年）
- エイモン・バトラー 『ハイエク　自由のラディカリズムと現代』（鹿島信吾・清水元訳、筑摩書房 1991年）
- ラニー・エーベンシュタイン 『フリードリヒ・ハイエク』（田総恵子訳、春秋社 2012年） ISBN 978-4-393-62184-4
- ブルース・コールドウェル 『ハイエク　社会学方法論を巡る闘いと経済学の行方』（八木紀一郎監訳・田村勝省訳、一灯舎、2018年） ISBN 978-4907600556